# Charito
Charito fue una emperatriz romana consorte, como esposa del emperador Joviano. 

## Nombre
Su nombre no aparece en Amiano Marcelino, una de las principales fuentes para el reinado de su esposo. La fuente más antigua que documenta su nombre aparece en el Chronographikon syntomon de Nicéforo de Constantinopla. La fuente latina más antigua fue una traducción del Chronographikon por Anastasio el Bibliotecario. Timothy Barnes considera su ausencia en el relato de Amino como un reflejo de su falta de influencia política. Barnes señala que Amiano no menciona a Albia Dominica, esposa de Valente, cuya influencia también era limitada.

## Familia
Según Amiano y Zósimo, Charito era hija de Luciliano. Luciliano era un comandante militar situado en Sirmio durante la parte final del reinado de Constancio II. Había servido como comandante en un conflicto con el Imperio sasánida en 350. Él después sirvió como comes domesticorum bajo Constancio Galo.
En 358-359, Luciliano y Procopio formó la segunda embajada enviada por Constancio a Sapor II, negociando los términos de la paz y regresando sin resultado. Más tardem Luciliano intentó detener el avance de Juliano el Apóstata y sus fuerzas contra Constancio. Sin embargo, fue derrotado y fue expulsado del ejército romano cuando Juliano ascendió al trono. Amiano y Zósimo dan dos versiones diferentes sobre el papel del suegro imperial en el breve reinado de Joviano. Según Amiano, el emperador envió a Procopio, un secretario de estado, y al tribuno militar Memorido a Ilírico y la Galia a anunciar la muerte de Juliano y la elevación de Joviano.

A ellos el emperador había dado también instrucciones de entregar a su suegro Luciliano, quien después de su expulsión del ejército se había retirado a una vida de ocio y estaba entonces viviendo en Sirmio, el encargo como comandante de la caballería e infantería que les había entregado, y urgirle a que se apresure a ir a Mediolano, para atender a cualquier dificultad que encontrara allí, o si (como era entonces más de temer) cualquier peligro nuevo que surgiera, para resistirse a ellos. A estas instrucciones el emperador había añadido una carta secreta, en la que también dirigía a Luciliano que llevara con él algunos hombres seleccionados por su probado vigor y lealtad, con la perspectiva de hacer uso de su apoyo como la condición de los asuntos pueda sugerir. Y dio el prudente paso de nombrar a Malarico, quien también estaba incluso entonces viviendo en Italia en calidad de particular, como sucesor de Jovino, comandante de la caballería en la Galia, enviándolos las insignias de ese rango. Por lo tanto, pretendía una doble ventaja: primero, librarse de un general de servicio distinguido y por lo tanto un objeto de sospecha; y, segundo, la esperanza de que un hombre de expectativas ligeras, cuando alzado a un rango alto, podría mostrar gran celo al apoyar la posición de su benefactor, lo que aún es inseguro.

El regreso de Luciliano a la acción daría como resultado su muerte poco tiempo después. Según Zósimo, "Los bátavos que estaban en Sirmio, y que fueron dejados allí para su protección, tan pronto como recibieron las noticias, mataron a Luciliano que les llevó tan poco bienvenida noticia, sin consideración a su relación con el emperador". Los dos relatos difieren respecto al lugar de fallecimiento, Reims o Sirmio, y qué unidad era la responsable. Amiano es vago mientras que Zósimo señala unidades específicas.

## Emperatriz
Charito se casó con Joviano, un hijo de Varroniano. Tuvieron al menos un hijo, llamado también Varroniano. Filostorgio pretende que Varroniano era uno de dos hijos. Del otro hijo no se sabe su nombre. Sin embargo, esta breve mención es la única fuente que menciona o sugiere la existencia de un segundo hijo.
Tras la muerte del emperador Juliano, los oficiales de la campaña persa procedieron a elegir un nuevo emperador, seleccionando el 27 de junio de 363 a Joviano por razones que se desconocen. Charito se convirtió así en emperatriz.
Joviano y el joven Varroniano sirvieron como cónsules en 364. Charito y su hijo se habían reunido con él a finales del año 363. El Dictionary of Christian Biography and Literature to the End of the Sixth Century de Henry Wace señala que su presencia con el emperador puede determinarse por un fragmento de Temistio. Juan Zonaras señala que Charito y Joviano no se habían encontrado durante el reinado. El diccionario considera que Zonaras está equivocado en este punto. Amiano dice que "Cuando el emperador entró en Ancira, después de los arreglos necesarios por su procesión se hubo hecho, hasta donde lo permitían las condiciones, él asumió el consulado, llevando como su colega en el cargo a su hijo Varroniano, quien era todavía un niño pequeño; y sus llantos y obstinada resistencia a ser llevado, como era usual, en la silla curul, era una profecía de lo que ocurrió poco después." El historiador interpreta que el cónsul llorando como un mal presagio de la pronta muerte de Joviano. El 17 de febrero de 364, Joviano murió en Dadastana.
Zonaras dice que tanto Joviano como Charito fueron enterrados en la iglesia de los Santos Apóstoles, Constantinopla. La Histoire de Jovien ("Historia de Joviano", 1740) de J. P. de la Bleterie expresa sus dudas sobre si a Charito se le concedió el título de Augusta por su esposo pues no hay evidencia arqueológica que lo confirme.

## Viuda
En su Historia de la decadencia y caída del Imperio romano, Edward Gibbon cuenta que "el cuerpo de Joviano fue enviado a Constantinopla, para ser enterrado junto con sus predecesores, y la triste procesión encontró por el camino a su esposa Charito, la hija del conde Luciliano; quien aún lloraba la reciente muerte de su padre, y se apresuraba por secar sus lágrimas en el abrazo de un esposo imperial. Su disgusto y su dolor estaban amargados por la ansiedad de ternura maternal. Seis semanas antes de la muerte de Joviano, su hijo había sido colocado en la silla curul, adornada con el título de Nobilissimus, y las vanas insignias del consulado. Inconsciente de su fortuna, el joven real, quien, de su abuelo, asumió el nombre de Varroniano, fue recordado sólo por los celos del gobierno, que él era el hijo de un emperador. Dieciséis años después aún estaba vivo, pero él ya había sido privado de un ojo; y su afligida madre experaban a cada momento, que la víctima inocente sería apartada de sus brazos, para calmar, con su sangre, las sospechas del príncipe reinante."
La referencia a Varroniano como medio ciego procede de las "Homilías a los filipenses" de Juan Crisóstomo, según interpretó primero Louis-Sébastien Le Nain de Tillemont, al que siguieron Gibbon y otros. Tillemont asumía que Varroniano fue al final ejecutado, pero no hay ningún texto antiguo o medieval que apoye esta idea.
La referencia al destino de Charito proviene de la "Carta a una joven viuda" de Juan Crisóstomo, escrita hacia el año 380. "Ahora pasando por los tiempos antiguos, de aquellos que han reinado en nuestra generación, nueve en total, sólo dos han acabado su vida por muerte natural; y de los otros uno fue apuñalado por un usurpador, uno en batalla, uno por una conspiración de los guardias de su casa, uno por el propio hombre que lo había elegido, e investido con la púrpura, y de sus esposas alguna, según se dice, falleció por veneno, otras murieron de pura pena; mientras que de aquellas que aún sobreviven una, que tiene un hijo huérfano, tiembla con alarma por si cualquiera de aquellos que están en el poder qué podría pasar en el futuro lo destruirían, otra con desgana se ha rendido a muchos ruegos a regresar del exilio al que había sido llevada por aquel que tenía el máximo poder."
El pasaje original es bastante vago pues no identifica a qué emperador o emperatriz se refiere. Gibbon y otros identifican la emperatriz que temblaba por la vida de su hijo se cree que es Charito. La emperatriz que volvía del exilio está identificada con indecisión con Marina Severa, la primera esposa de Valentiniano I y madre de Graciano. Sin embargo la identificación es muy dudosa en este caso en su vida siguiendo su divorcio no está documentado por otras fuentes.
Bleterie considera que Charito era cristiana y señala que "nadie ha necesitado nunca más el sólido consuelo que sólo el Cristianismo puede dar".